# Attagenus heinigi
Attagenus heinigi is een keversoort uit de familie spektorren (Dermestidae). De wetenschappelijke naam van de soort werd in 2007 gepubliceerd door Herrmann & Háva.